# Aqueduc de Carioca
L'aqueduc de Carioca  (en portugais : aqueduto da Carioca) ou aqueduc Carioca, également connu comme arches de Lapa ou arcs de Lapa (en portugais : Arcos da Lapa) est un aqueduc de Rio de Janeiro, au Brésil.
Construit au XVIIIe siècle pour apporter l'eau du rio Carioca à la ville, il est principalement situé dans le quartier de Lapa. Il supporte actuellement une voie du tramway de Santa Teresa.